# Đinh La Quý
Đinh La Quý (852 – 936) là vị thiền sư Việt Nam thuộc thế hệ 10 của thiền phái Tì-ni-đa-lưu-chi. Hoạt động của ông có liên quan tới lịch sử Việt Nam thời kỳ phục quốc sau ngàn năm Bắc thuộc.

## Tu hành
Sư Đinh La Quý là học trò của sư Thông Thiện. Ông trụ trì tại chùa Song Lâm, làng Phù Ninh, phủ Thiên Đức, tức làng Phù Ninh, thành phố Từ Sơn, tỉnh Bắc Ninh hiện nay.
Từ nhỏ, Đinh La Quý đã đi học tập, tu hành ở nhiều nơi, gặp nhiều bậc thiền sư. Năm 808, thầy của sư Thông Thiện là sư Định Không trước khi mất đã dặn lại rằng người kế tục Thông Thiện sẽ mang họ Đinh. Vì vậy Thông Thiện gặp Đinh La Quý và truyền thụ cho ông kế tục.
Sau khi tu hành đắc đạo, Đinh La Quý chọn đất dựng chùa. Nhiều lời nói của ông được người đương thời xem là lời sấm ngữ dự báo.
Một thời gian ông ở chùa Lục Tổ, có đúc tượng Lục Tổ bằng vàng. Sau đó vì sợ trộm cướp, ông mang chôn giấu tượng ở cửa chùa và dặn mọi người: "Khi thấy vua sáng thì lấy ra, gặp chúa tối thì giấu".

## Chữa long mạch đất Cổ Pháp
Theo sách Thiền Uyển tập anh, viên quan Tiết độ sứ đô hộ Việt Nam vào giữa thế kỷ 9 là Cao Biền xây thành Đại La bên sông Tô Lịch, biết đất Cổ Pháp có khí tượng đế vương, nên đã đào đứt con sông Điềm và những ao Phù Chẩn đến 19 chỗ để trấn yểm nó. Mục đích của Cao Biền là làm đứt long mạch, cản trở sự ra đời của đế vương tại Việt Nam.
Thiền sư Đinh La Quý đã khuyên Khúc Lãm lấp lại những chỗ bị đào như xưa để nối lại long mạch. Sau đó vào năm 936 thời Tiết độ sứ Dương Đình Nghệ, sư Đinh La Quý trồng một cây hoa gạo ở chùa Châu Minh, làng Diên Uẩn thuộc hương Cổ Pháp (nay là xã Tân Hồng, thị trấn Từ Sơn, Bắc Ninh).
Việc trồng cây gạo của thiền sư Đinh La Quý nhằm khôi phục lại long mạch bị Cao Biền phá gãy, ngoài mục đích sinh ra chân mạng đế vương, chấn hưng đất nước còn vì bậc đế vương đó có thể phò dựng chính pháp làm hưng thịnh Phật giáo.
Sau khi trồng cây gạo, sư Đinh La Quý làm bài kệ như sau:
Đại sơn long đầu khỉ
Cù vĩ ẩn châu minh
Thập bát tử định thiền
Miên thọ hiện long hình
Thổ kê thử nguyệt nội
Định kiên nhật xuất thanh
Dịch:
Đại sơn đầu rồng ngửng
Đuôi cù ẩn Châu minh
Thập bát tử định thành
Bông gạo hiện long hình
Thỏ gà trong tháng chuột
Nhất định thấy trời lên
Bài thơ này được xem nhằm mục đích tuyên truyền cho sự ra đời của nhà Lý vào tháng 10 năm Dậu, và sau đó nhà Lý ra đời vào tháng 10 năm Kỷ Dậu (1009) - – ứng với sự tiên đoán của bài thơ. Có ý kiến cho rằng bài thơ do thế có thể được sáng tác trước lúc Lý Công Uẩn lên ngôi không lâu.
Trước khi viên tịch, ông còn dặn lại sư Thiền Ông:
Sau khi ta tịch, con khéo đắp một ngọn tháp bằng đất, dùng phép, yểm dấu trong đó, chớ cho người thấy.
Dặn dò xong, Đinh La Quý viên tịch, thọ 85 tuổi.
Cây gạo ông trồng sau này trở thành một sinh vật đặc biệt gắn liền với lịch sử Việt Nam. Bảy mươi ba năm sau, năm 1009, cây gạo bị sét đánh nhưng không chết, tại chỗ sét đánh trên thân cây có bài thơ sấm (có ý kiến cho rằng tác giả là sư Vạn Hạnh), được giải mã mang nội dung tiên đoán đúng các sự kiện trong lịch sử Việt Nam: việc nhà Lý nối nghiệp nhà Tiền Lê, cũng như tên các triều đại kế tục tiếp theo như nhà Trần, nhà Hậu Lê, nhà Mạc, chúa Trịnh. Cây gạo bị bão đánh đổ năm 1966 sau 1030 năm tồn tại.